# Stelletta misakiensis
Stelletta misakiensis är en svampdjursart som beskrevs av Lebwohl 1914. Stelletta misakiensis ingår i släktet Stelletta och familjen Ancorinidae. Inga underarter finns listade i Catalogue of Life.